# Polynoncus juglans
Polynoncus juglans is een keversoort uit de familie beenderknagers (Trogidae). De wetenschappelijke naam van de soort is voor het eerst geldig gepubliceerd in 1978 door Ratcliffe.